# Rally van Finland
De Rally van Finland, formeel bekend onder de naam Neste Rally Finland, is een rallyevenement gehouden in Finland en een ronde van het wereldkampioenschap rally. De rally stond tot aan 1996 bekend als de 1000 Lakes Rally, maar is sindsdien vanwege de naam van hoofdsponsor Neste Oil omgedoopt in de huidige titel.
De rally kent zijn basis in de stad Jyväskylä, centraal gelegen in Finland. Met gemiddeld meer dan vijfhonderdduizend toeschouwers, is de Rally van Finland jaarlijks het grootste georganiseerde evenement van de Noordse landen.

## Geschiedenis

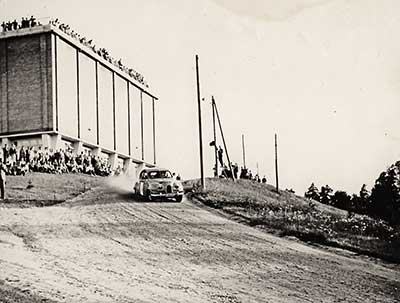
Carl-Otto Bremer actief in een Saab 93 tijdens de rally in 1957

De Rally van Finland werd voor het eerst gehouden in 1951, op dat moment enkel nog als ronde van het Fins rallykampioenschap. In 1959 kwam het op de kalender van het Europees Kampioenschap Rally terecht, en tussen 1970 en 1972 ook van het internationaal kampioenschap voor constructeurs, maar sinds de inauguratie van het wereldkampioenschap rally in het seizoen 1973, heeft de rally de WK-status gekregen, die het tot op heden nog steeds behoudt. De rally stond oorspronkelijk bekend onder de naam "Jyväskylän Suurajot" (Grote Race van Jyväskylä), terwijl er in 1954 een internationale naam werd geïntroduceerd als de "Rally of the Thousand Lakes" (Duizend Meren Rally), waar het woord "Thousand" later geschreven zou worden als "1000". De titel slaat op de vele meren die het gebied (en het land) kent.
De rally wordt al decennialang gedomineerd door Scandinavische rallyrijders, en wordt daarom ook geacht moeilijk te zijn voor rijders van buitenaf. In het 60-jarig bestaan van de rally, is het pas vier keer voorgekomen dat een rallyrijder van buiten Finland of Zweden heeft weten te winnen. De rijders en constructeurs in het wereldkampioenschap benoemden het evenement in 1998, 2002, 2003, 2004 en 2007 tot "Rally of The Year".

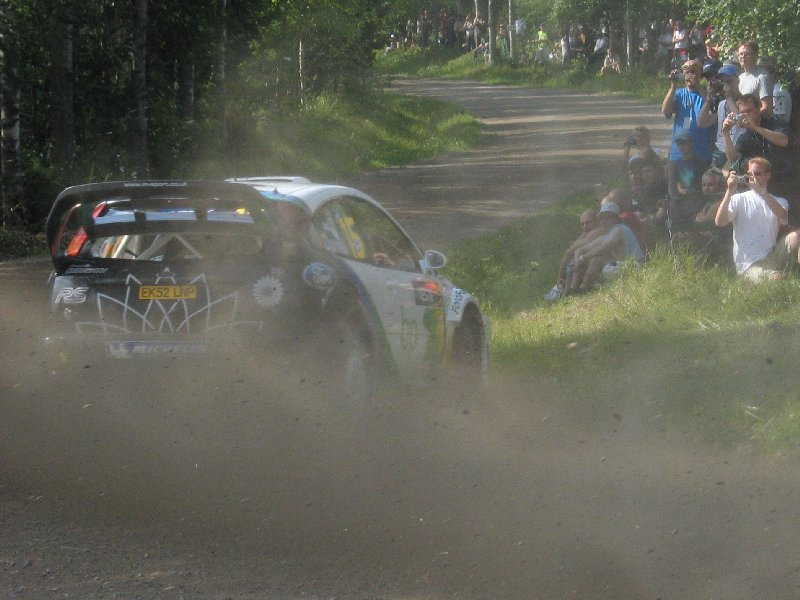
De vloeiende bochten zijn een sterk kenmerk van de rally, hier in 2004

Hannu Mikkola en Marcus Grönholm wonnen het evenement beide met een recordaantal van zeven keer. Grönholm's zeges kwamen echter allen met Finland als WK-rally.

## Wedstrijdkarakteristieken
De rally kent de hoogste gemiddelde behaalde snelheid in het gehele kampioenschap, en wordt daarom weleens gerefereerd als de "Grand Prix op Gravel", aangezien de gehele ondergrond bestaat uit gravel in plaats dan asfalt. Een ander sterk kenmerk van het evenement zijn de lange vloeiende bochten en de vele jumps die het heuvelachtige gebied bezit. De meest bekende klassementsproef van de rally is Ouninpohja, welbekend door zijn hoge jumps, blinde -en vloeiende bochten en de torenhoge snelheden die er op bereikt worden. Sinds 2005 is de proef echter in tweeën gedeeld, aangezien de snelheden hoger werden dan door de overkoepelende organisatie FIA zijn toegestaan. In 2007 keerde de proef weer in zijn originele vorm terug, ondanks een paar extra geplaatste chicanes.
De rally vond doorgaans eind augustus plaats, maar wordt in recente jaren eind juli al verreden, wat te maken heeft met een andere indeling van de huidige kalender.

## Lijst van winnaars

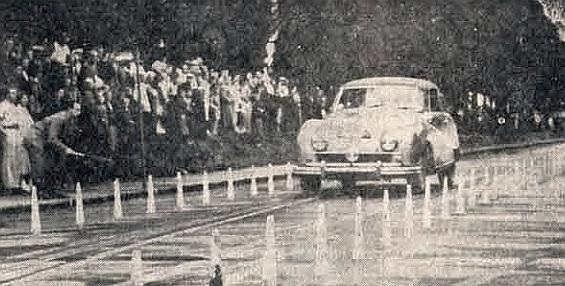
Arvo Karlsson werd in 1951 de eerste winnaar van het evenement

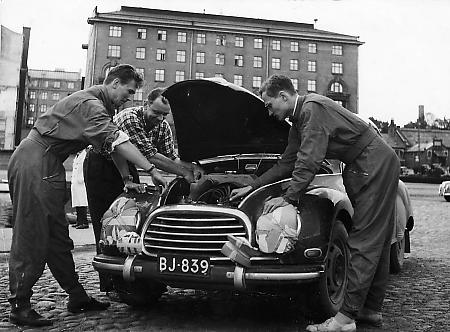
Osmo Kalpala werkt aan zijn auto tijdens de rally in 1956

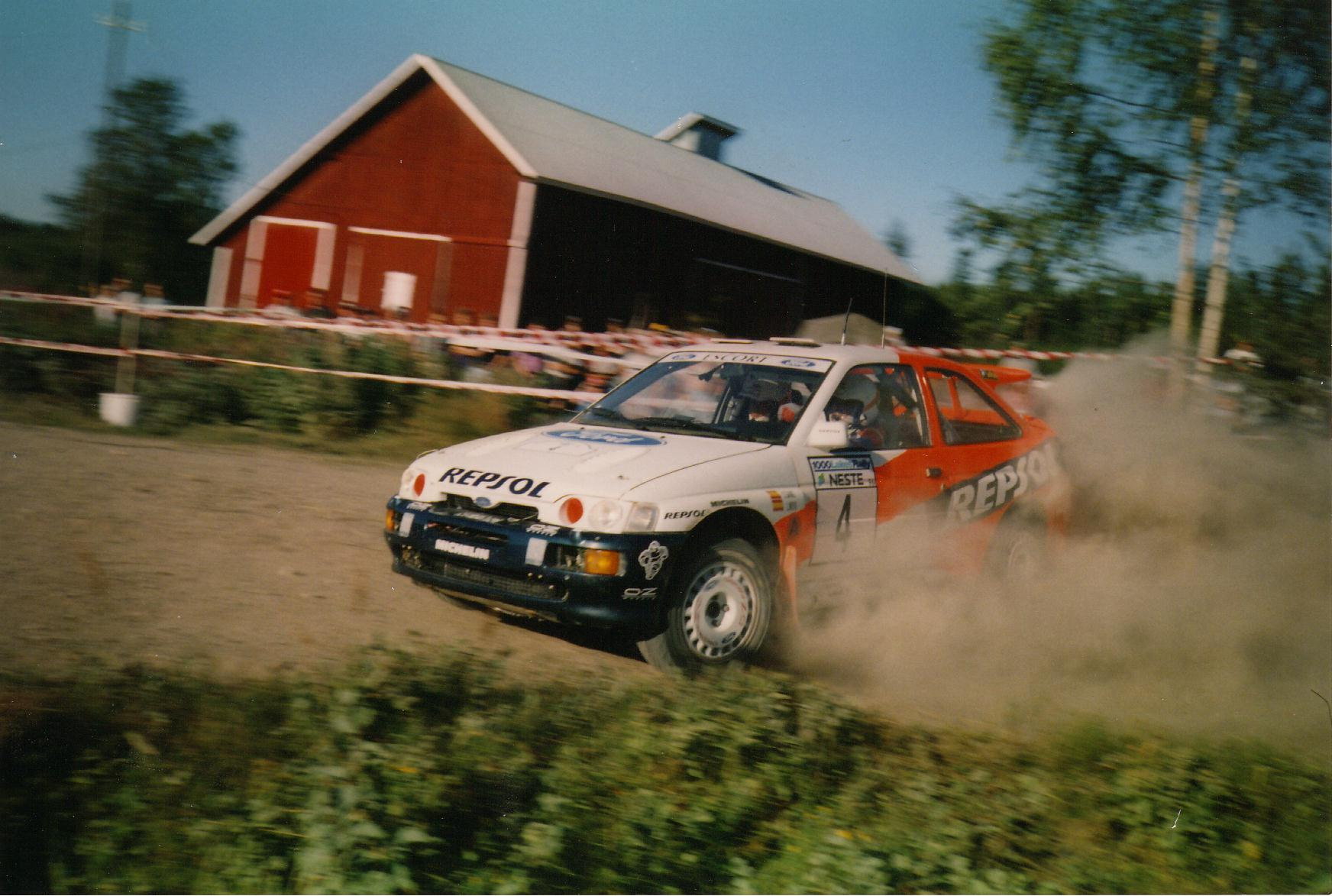
Carlos Sainz door een bocht tijdens de 1996 editie

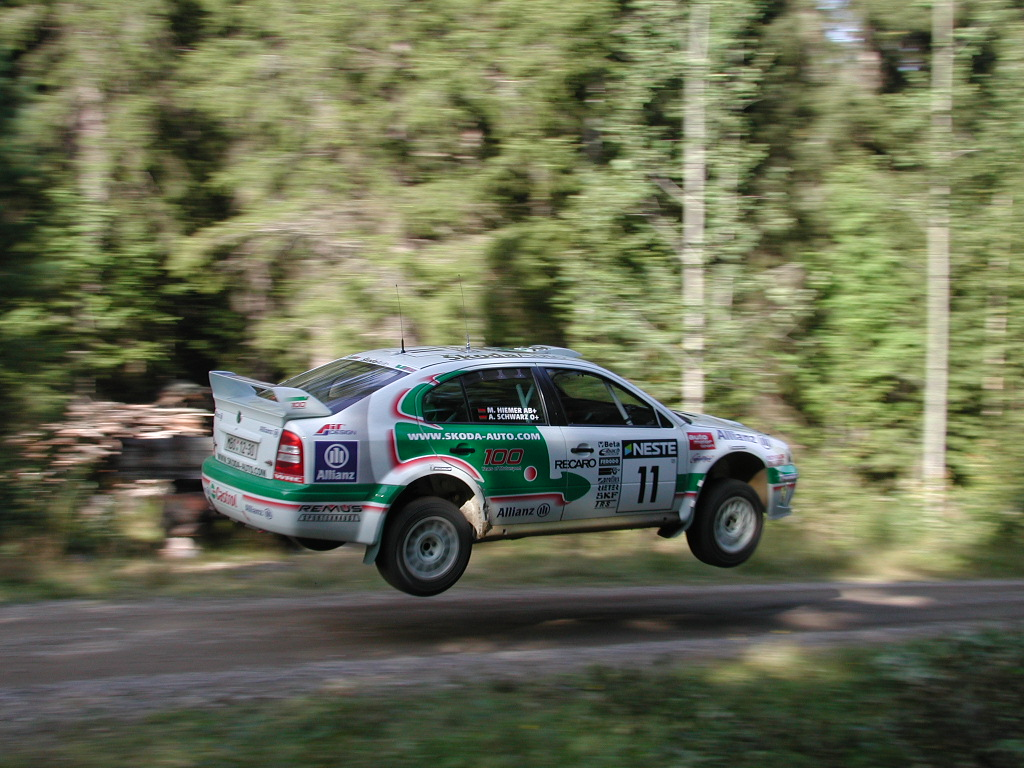
Armin Schwarz over een van de vele jumps, hier in 2001

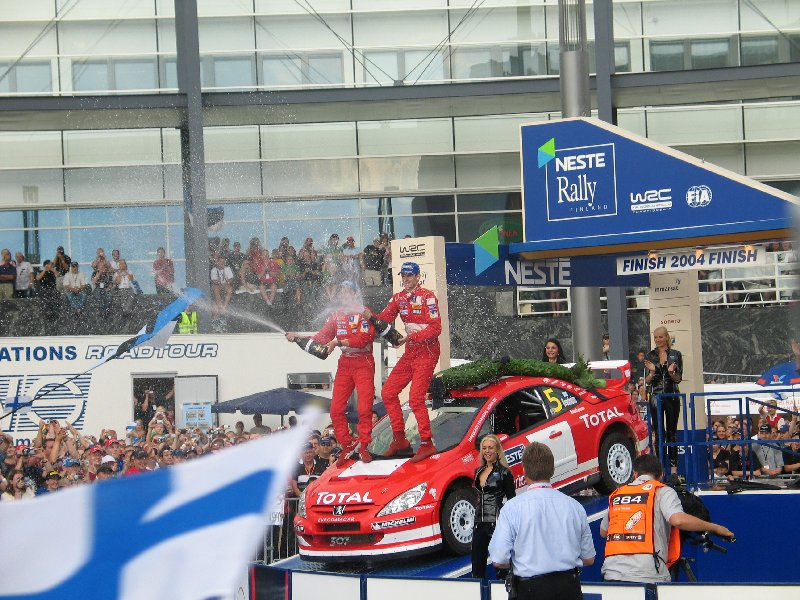
Marcus Grönholm viert zijn overwinning op het podium in 2004

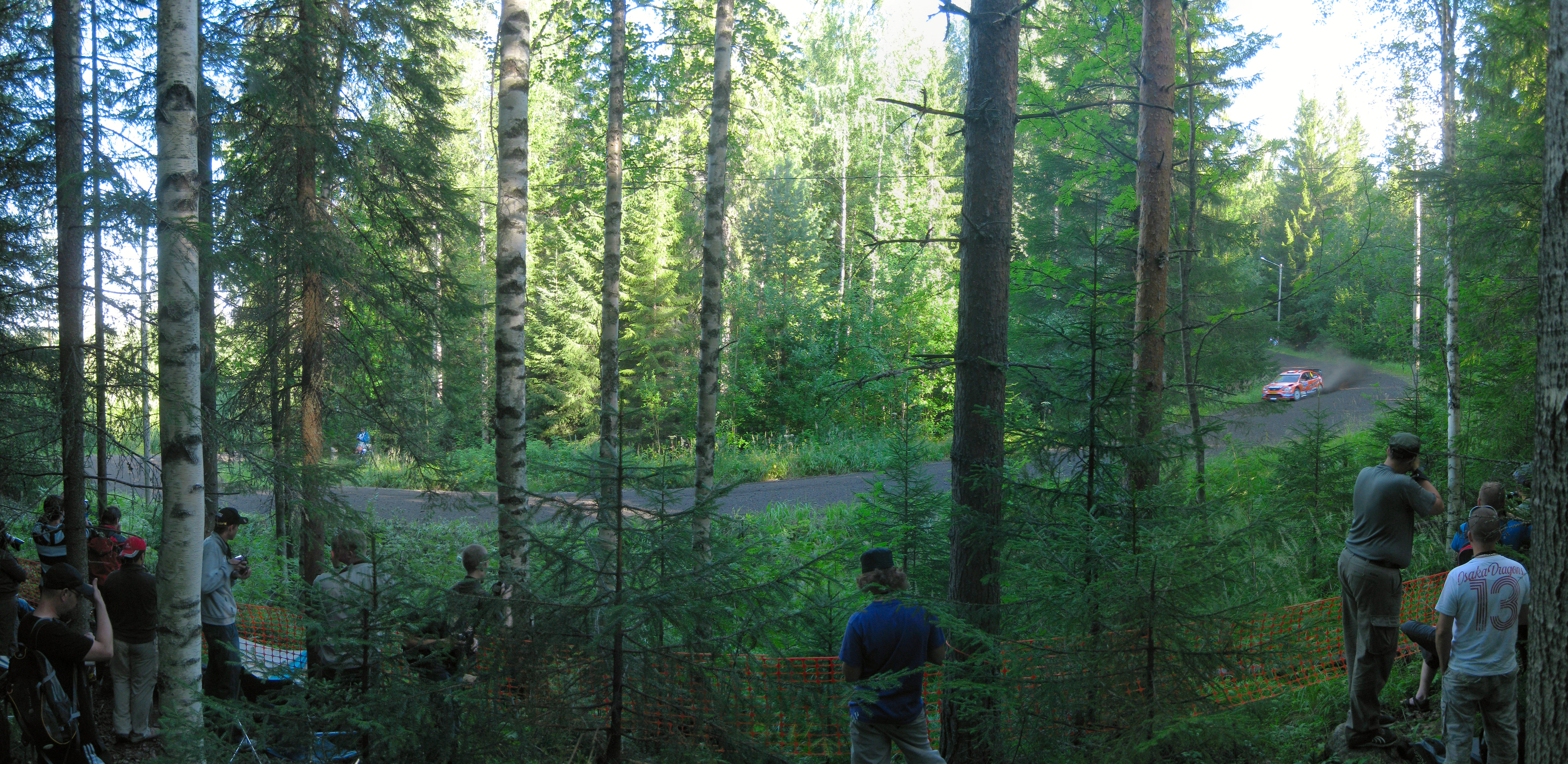
Panorama shot met Henning Solberg's Ford Focus WRC in 2009

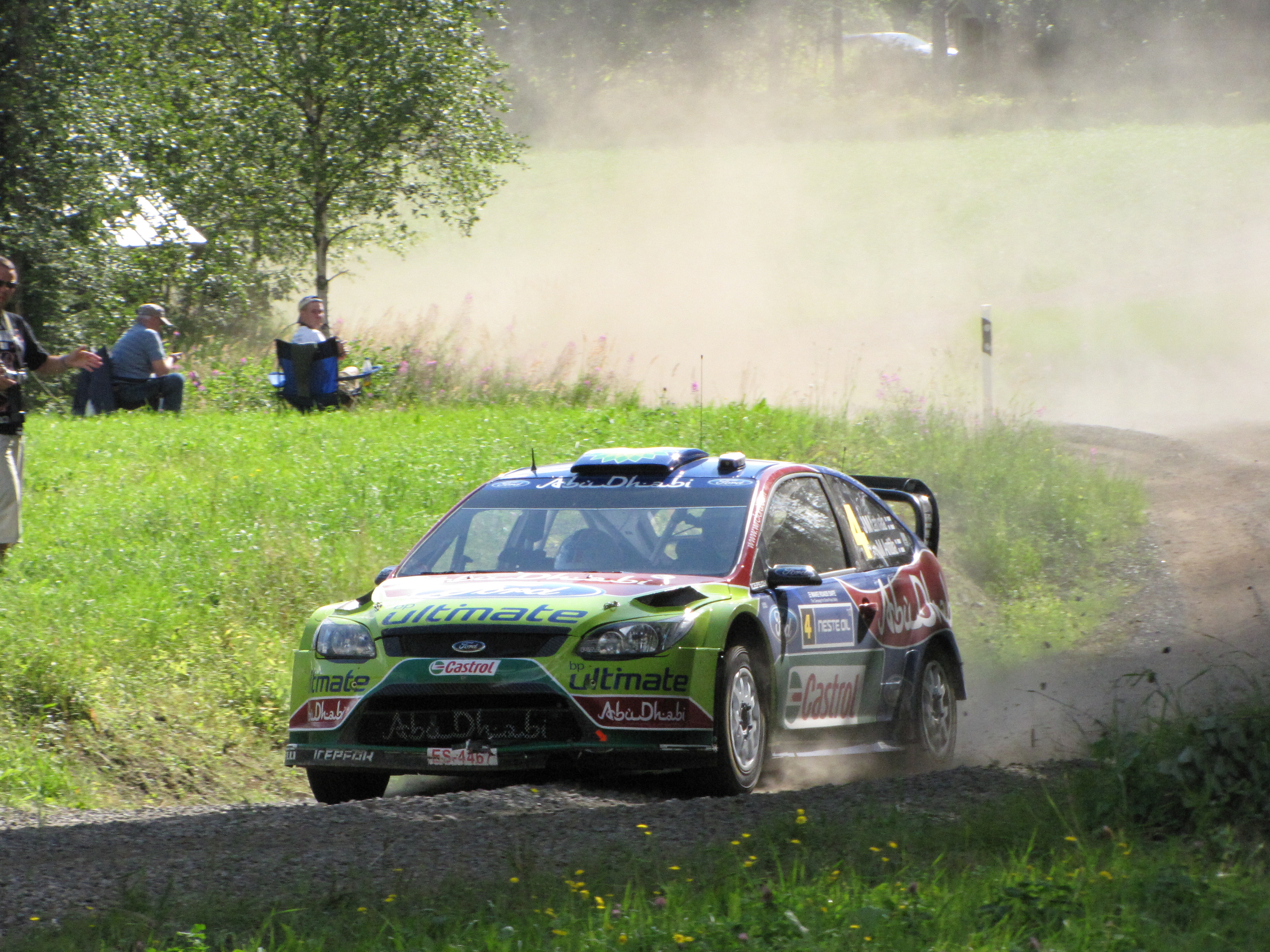
Jari-Matti Latvala op weg naar de zege tijdens de 2010 editie

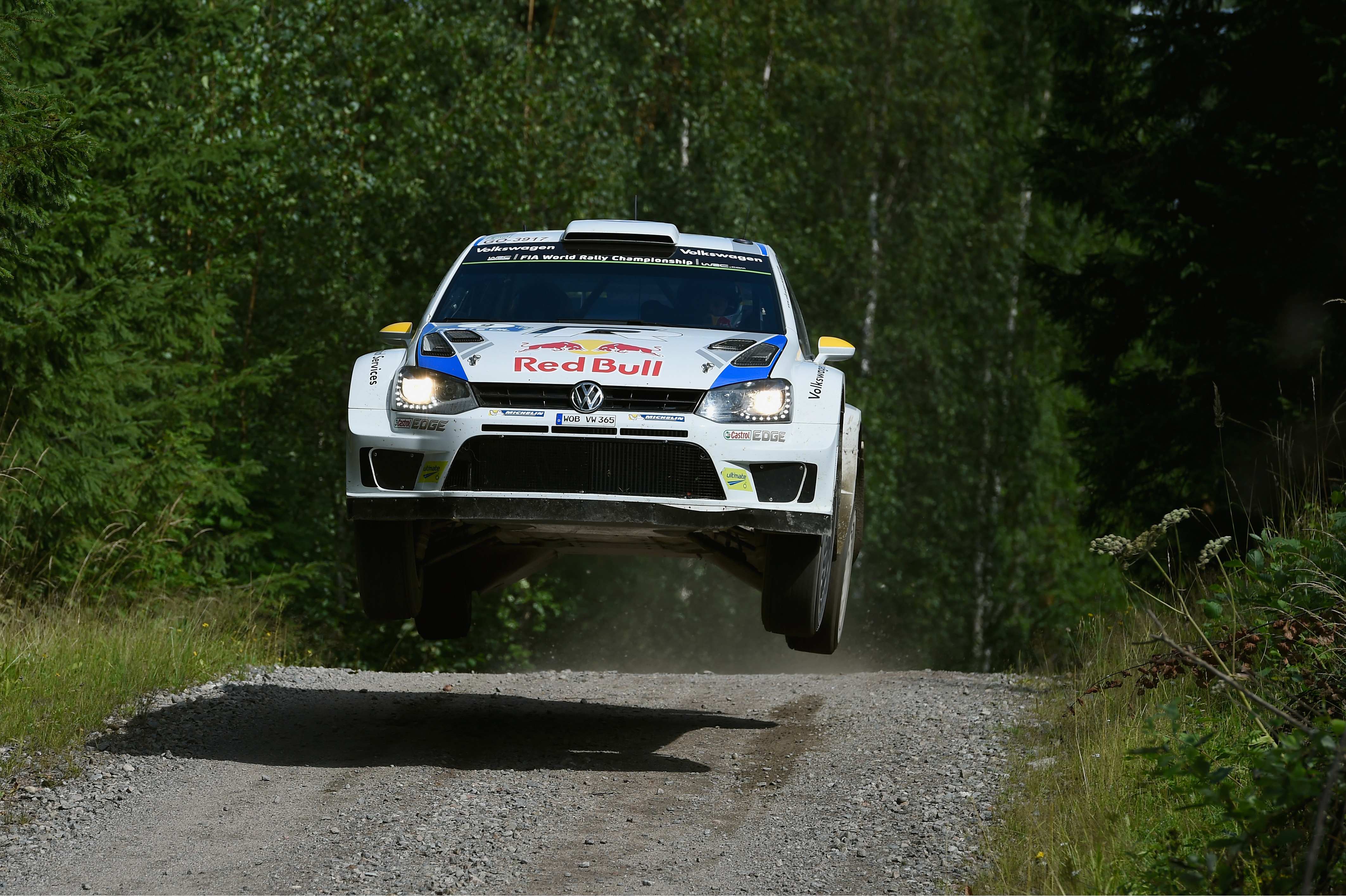
Andreas Mikkelsen actief tijdens de rally in 2014

| Editie | Seizoen | Rijder                                        | Navigator                                     | Auto                                          |
| ------ | ------- | --------------------------------------------- | --------------------------------------------- | --------------------------------------------- |
| 73     | 2024    | Sébastien Ogier                               | Vincent Landais                               | Toyota GR Yaris Rally1                        |
| 72     | 2023    | Elfyn Evans                                   | Scott Martin                                  | Toyota GR Yaris Rally1                        |
| 71     | 2022    | Ott Tänak                                     | Martin Järveoja                               | Hyundai i20 N Rally1                          |
| 70     | 2021    | Elfyn Evans                                   | Scott Martin                                  | Toyota Yaris WRC                              |
| -      | 2020    | Rally niet gehouden vanwege COVID-19-pandemie | Rally niet gehouden vanwege COVID-19-pandemie | Rally niet gehouden vanwege COVID-19-pandemie |
| 69     | 2019    | Ott Tänak                                     | Martin Järveoja                               | Toyota Yaris WRC                              |
| 68     | 2018    | Ott Tänak                                     | Martin Järveoja                               | Toyota Yaris WRC                              |
| 67     | 2017    | Esapekka Lappi                                | Janne Ferm                                    | Toyota Yaris WRC                              |
| 66     | 2016    | Kris Meeke                                    | Paul Nagle                                    | Citroën DS3 WRC                               |
| 65     | 2015    | Jari-Matti Latvala                            | Miikka Anttila                                | Volkswagen Polo R WRC                         |
| 64     | 2014    | Jari-Matti Latvala                            | Miikka Anttila                                | Volkswagen Polo R WRC                         |
| 63     | 2013    | Sébastien Ogier                               | Julien Ingrassia                              | Volkswagen Polo R WRC                         |
| 62     | 2012    | Sébastien Loeb                                | Daniel Elena                                  | Citroën DS3 WRC                               |
| 61     | 2011    | Sébastien Loeb                                | Daniel Elena                                  | Citroën DS3 WRC                               |
| 60     | 2010    | Jari-Matti Latvala                            | Miikka Anttila                                | Ford Focus RS WRC 09                          |
| 59     | 2009    | Mikko Hirvonen                                | Jarmo Lehtinen                                | Ford Focus RS WRC 09                          |
| 58     | 2008    | Sébastien Loeb                                | Daniel Elena                                  | Citroën C4 WRC                                |
| 57     | 2007    | Marcus Grönholm                               | Timo Rautiainen                               | Ford Focus RS WRC 07                          |
| 56     | 2006    | Marcus Grönholm                               | Timo Rautiainen                               | Ford Focus RS WRC 06                          |
| 55     | 2005    | Marcus Grönholm                               | Timo Rautiainen                               | Peugeot 307 WRC                               |
| 54     | 2004    | Marcus Grönholm                               | Timo Rautiainen                               | Peugeot 307 WRC                               |
| 53     | 2003    | Markko Märtin                                 | Michael Park                                  | Ford Focus RS WRC 03                          |
| 52     | 2002    | Marcus Grönholm                               | Timo Rautiainen                               | Peugeot 206 WRC                               |
| 51     | 2001    | Marcus Grönholm                               | Timo Rautiainen                               | Peugeot 206 WRC                               |
| 50     | 2000    | Marcus Grönholm                               | Timo Rautiainen                               | Peugeot 206 WRC                               |
| 49     | 1999    | Juha Kankkunen                                | Juha Repo                                     | Subaru Impreza WRC99                          |
| 48     | 1998    | Tommi Mäkinen                                 | Risto Mannisenmäki                            | Mitsubishi Lancer Evo V                       |
| 47     | 1997    | Tommi Mäkinen                                 | Seppo Harjanne                                | Mitsubishi Lancer Evo IV                      |
| 46     | 1996    | Tommi Mäkinen                                 | Seppo Harjanne                                | Mitsubishi Lancer Evo III                     |
| 45     | 1995    | Tommi Mäkinen                                 | Seppo Harjanne                                | Mitsubishi Lancer Evo III                     |
| 44     | 1994    | Tommi Mäkinen                                 | Seppo Harjanne                                | Ford Escort RS Cosworth                       |
| 43     | 1993    | Juha Kankkunen                                | Denis Giraudet                                | Toyota Celica Turbo 4WD                       |
| 42     | 1992    | Didier Auriol                                 | Bernard Occelli                               | Lancia Delta HF Integrale                     |
| 41     | 1991    | Juha Kankkunen                                | Juha Piironen                                 | Lancia Delta Integrale 16V                    |
| 40     | 1990    | Carlos Sainz                                  | Luís Moya                                     | Toyota Celica GT-Four                         |
| 39     | 1989    | Mikael Ericsson                               | Claes Billstam                                | Mitsubishi Galant VR-4                        |
| 38     | 1988    | Markku Alén                                   | Ilkka Kivimäki                                | Lancia Delta Integrale                        |
| 37     | 1987    | Markku Alén                                   | Ilkka Kivimäki                                | Lancia Delta HF 4WD                           |
| 36     | 1986    | Timo Salonen                                  | Seppo Harjanne                                | Peugeot 205 Turbo 16 E2                       |
| 35     | 1985    | Timo Salonen                                  | Seppo Harjanne                                | Peugeot 205 Turbo 16 E2                       |
| 34     | 1984    | Ari Vatanen                                   | Terry Harryman                                | Peugeot 205 Turbo 16                          |
| 33     | 1983    | Hannu Mikkola                                 | Arne Hertz                                    | Audi quattro A2                               |
| 32     | 1982    | Hannu Mikkola                                 | Arne Hertz                                    | Audi quattro                                  |
| 31     | 1981    | Ari Vatanen                                   | David Richards                                | Ford Escort RS1800                            |
| 30     | 1980    | Markku Alén                                   | Ilkka Kivimäki                                | Fiat 131 Abarth                               |
| 29     | 1979    | Markku Alén                                   | Ilkka Kivimäki                                | Fiat 131 Abarth                               |
| 28     | 1978    | Markku Alén                                   | Ilkka Kivimäki                                | Fiat 131 Abarth                               |
| 27     | 1977    | Kyösti Hämäläinen                             | Martti Tiukkanen                              | Ford Escort RS1800                            |
| 26     | 1976    | Markku Alén                                   | Ilkka Kivimäki                                | Fiat 131 Abarth                               |
| 25     | 1975    | Hannu Mikkola                                 | Atso Aho                                      | Toyota Corolla                                |
| 24     | 1974    | Hannu Mikkola                                 | John Davenport                                | Ford Escort RS1600                            |
| 23     | 1973    | Timo Mäkinen                                  | Henry Liddon                                  | Ford Escort RS1600                            |
| 22     | 1972    | Simo Lampinen                                 | Klaus Sohlberg                                | Saab 96 V4                                    |
| 21     | 1971    | Stig Blomqvist                                | Arne Hertz                                    | Saab 96 V4                                    |
| 20     | 1970    | Hannu Mikkola                                 | Gunnar Palm                                   | Ford Escort TC                                |
| 19     | 1969    | Hannu Mikkola                                 | Anssi Järvi                                   | Ford Escort TC                                |
| 18     | 1968    | Hannu Mikkola                                 | Anssi Järvi                                   | Ford Escort TC                                |
| 17     | 1967    | Timo Mäkinen                                  | Pekka Keskitalo                               | BMC Mini Cooper S                             |
| 16     | 1966    | Timo Mäkinen                                  | Pekka Keskitalo                               | Morris Mini Cooper S                          |
| 15     | 1965    | Timo Mäkinen                                  | Pekka Keskitalo                               | BMC Mini Cooper S                             |
| 14     | 1964    | Simo Lampinen                                 | Jyrki Ahava                                   | Saab 96 Sport                                 |
| 13     | 1963    | Simo Lampinen                                 | Jyrki Ahava                                   | Saab 96 Sport                                 |
| 12     | 1962    | Pauli Toivonen                                | Jaakko Kallio                                 | Citroën DS 19                                 |
| 11     | 1961    | Rauno Aaltonen                                | Väinö Nurmimaa                                | Mercedes 220 SE                               |
| 10     | 1960    | Carl-Otto Bremer                              | Juhani Lampi                                  | Saab 96                                       |
| 9      | 1959    | Gunnar Callbo                                 | Väinö Nurmimaa                                | Volvo PV544                                   |
| 8      | 1958    | Osmo Kalpala                                  | Eino Kalpala                                  | Alfa Romeo Giulietta TI                       |
| 7      | 1957    | Erik Carlsson                                 | Mario Pavoni                                  | Saab 93                                       |
| 6      | 1956    | Osmo Kalpala                                  | Eino Kalpala                                  | DKW Donau                                     |
| 5      | 1955    | Eino Elo                                      | Kai Nuortila                                  | Peugeot 403                                   |
| 4      | 1954    | Osmo Kalpala                                  | Eino Kalpala                                  | Dyna Panhard                                  |
| 3      | 1953    | Vilho Hietanen                                | Olof Hixén                                    | Allard                                        |
| 2      | 1952    | Eino Elo                                      | Kai Nuortila                                  | Peugeot 203                                   |
| 1      | 1951    | Arvo Karlsson                                 | Vilho Mattila                                 | Austin Atlantic                               |